# Cephalanthera epipactoides
Céphalanthère fausse-elléborine
Espèce
Synonymes
- Cephalanthera cucullata subsp. epipactoides (Fisch. & C.A.Mey.) H.Sund., 1975[2]

Cephalanthera epipactoides, la Céphalanthère fausse-elléborine, est une espèce de plantes à fleurs de la famille des Orchidaceae (les orchidées) et du genre Cephalanthera, essentiellement présente en Grèce et en Turquie.

## Taxonomie
L'espèce est décrite par Friedrich Ernst Ludwig von Fischer & Carl Anton von Meyer en 1854. Cephalanthera epipactoides a un synonyme : Cephalanthera cucullata subsp. epipactoides (Fisch. & C.A.Mey.) H.Sund., 1975.

### Étymologie
Le nom botanique Cephalanthera est un composé du grec ancien κεφαλή (kephalē) « tête » et ανθηρός (anthēros), « anthère » en raison de la forme des anthères ressemblant à des têtes. L'épithète spécifique « epipactoides » fait référence à sa ressemblance avec le genre Epipactis et plus spécifiquement à Epipactis helleborine.

### Noms vulgaires et vernaculaires
Cephalanthera epipactoides est nommée en français « Céphalanthère fausse-elléborine », en turc ana çamçiçeği, en russe пыльцеголовник пышноцветущий, en allemand weißgesporntes Waldvögelein, en néerlandais stijf bosvogeltje et en bulgare дремников главопрашник.

## Description

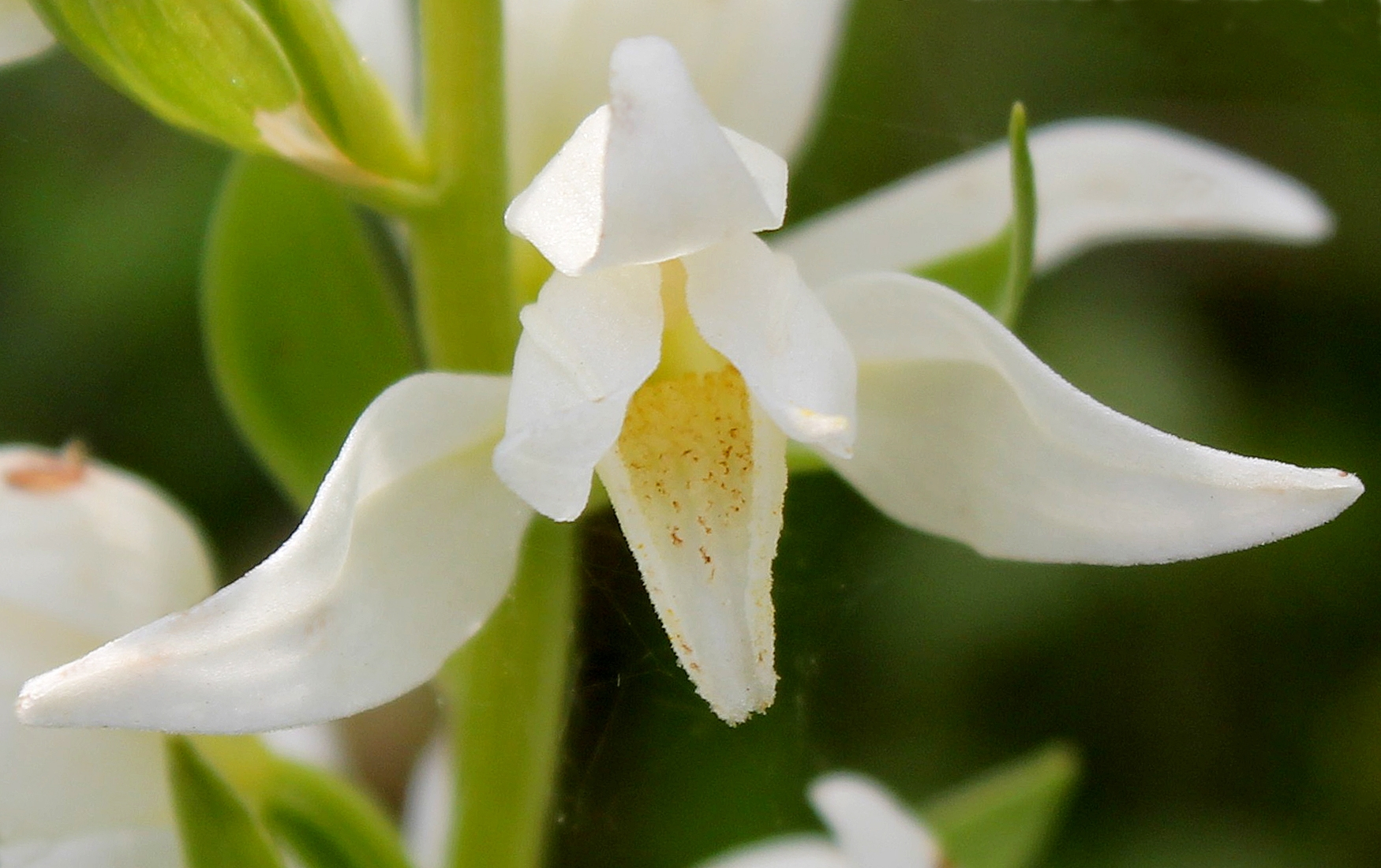
Fleur de Cephalanthera epipactoides

Cephalanthera epipactoides est une plante sans rosette composée de une à deux tiges érigées (jusqu'à six), verte et glabre, comportant de deux à cinq feuilles disposées en spirale. Ces feuilles vertes et dressées sont plus ou moins égales en longueur aux entre-nœuds, les basales étant ovales et les supérieures lancéolées. L'inflorescence est plus ou moins lâche et porte de 5 à 24 fleurs et des bractées similaires aux feuilles supérieures, dépassant les fleurs, diminuant en longueur vers le haut. Les fleurs sessiles et orientées latéralement sont composées par des ovaires verts et glabres, un périanthe plus ou moins ouvert, blanc pur à jaunâtre ou crème des sépales lancéolés et des pétales largement lancéolés, plus courts que les sépales. Le labelle est divisé en deux parties : l'hypochile et l'épichile. L'hypochile concave est composé de deux lobes et d'un éperon dirigé vers le bas long de 3 à 4 mm. L'épichile cordé à lancéolé triangulaire est composé de 7 à 9 papilles de couleur blanc crème à jaune brunâtre

## Confusions possibles
Cephalanthera epipactoides est étroitement apparenté à C. cucullata (dont elle a été considérée comme une sous-espèce) et C. kurdica. L'espèce se distingue de C. cucullata par des fleurs plus grandes (C. cucullata a des sépales de moins de 20 mm de long, un éperon de 1 à 2 mm de long et un épichile avec 3 à 6 arêtes). C. epipactoides se distingue de C. kurdica par la coloration de ses fleurs (cette dernière espèce a généralement un périanthe rose vif). Certaines populations de C. kurdica en Turquie ont cependant des fleurs pâles, mais elles peuvent également être distinguées de C. epipactoides par un épichile plus large, qui est plutôt ovoïde et obtus.

## Biologie
Cephalanthera epipactoides est une plante vivace rhizomateuse formant chaque printemps à partir de bourgeons souterrains des tiges fleurissant de mars à fin juin.

## Habitat et Distribution
Cette Céphalanthère de demi-ombre apprécie les sols secs à humides et calcaires à l'instar des chênaies et pinèdes claires ainsi que leurs ourlets et plus rarement en garrigue, ce jusqu'à 1200 m d'altitude.
C. epipactoidesest présente au Nord de la Grèce dans la Thrace et les Îles Égéennes ainsi qu'au Nord et à l'Ouest de la Turquie à Antalya et Ordu où elle peut être localement abondante,, le type provenant de Kastamonu et Tuzla à proximité d’Istanbul. En 2019, l'espèce a été découverte dans le Kraï de Krasnoïarsk sur la côte russe de la mer Noire.